# José Antonio Salcedo
José Antonio Salcedo y Ramírez, zwany "Pepillo" (ur. 1816, zm. 1864) – dominikański polityk, generał, przywódca walki o odzyskanie niepodległości Dominikany. Mianowany tymczasowym prezydentem 14 września 1863, sprawował ten urząd do 15 października 1864.